# Laura Gillard
Laura Gillard (2002) es una deportista australiana que compite en duatlón. Ganó una medalla de bronce en el Campeonato Mundial de Duatlón Campo a Través de 2025.

## Palmarés internacional
| Campeonato Mundial | Campeonato Mundial  | Campeonato Mundial | Campeonato Mundial |
| Año                | Lugar               | Medalla            | Prueba             |
| ------------------ | ------------------- | ------------------ | ------------------ |
| 2025               | Pontevedra (España) | Medalla de bronce  | Individual         |